# Big Bud 747
Der Big Bud 747 oder 16V-747 Big Bud ist ein landwirtschaftlicher Traktor. Er wurde 1977 als Einzelanfertigung in Havre im US-amerikanischen Bundesstaat Montana gebaut und gilt mit seiner Motorleistung von 1100 PS (820 kW) nach Aussage seiner Erbauer als „weltgrößter Traktor“. Er ist, gemessen an den Parametern, ungefähr doppelt so groß wie die größten Serienschlepper.

## Hersteller

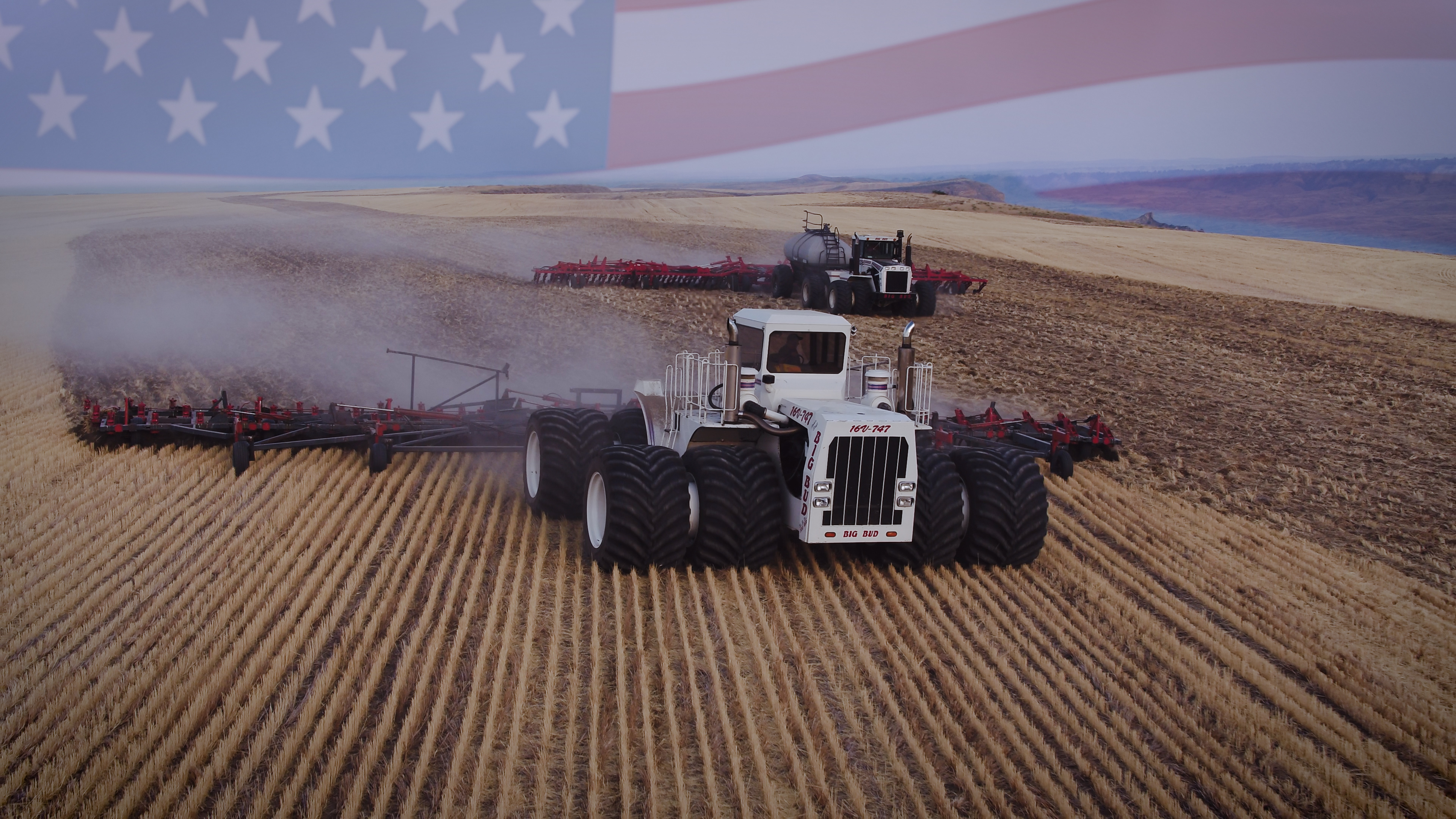
Der Big Bud 747 beim Grubbern. Im Hintergrund ein Big Bud 440 beim Säen.

Als die Geschäftspartner Wilbur Hensler und Bud Nelson 1968 ihre Lizenz zum Handel mit den damals sehr populären Traktoren der Wagner Tractor Company („FWD Wagner“) verloren, verlegten sie sich auf den Selbstbau von landwirtschaftlichen Zugmaschinen. Noch im selben Jahr verließ ein Vorgänger des Big Bud 747 („250er Serie“) die Werkhalle und wurde an den Bauern Leonard M. Semenza (Semenza Farms, 14.164 Hektar, nahe Fort Benton) verkauft.
Zum Preis von 300.000 US-Dollar übernahm 1975 der 27-jährige Ron Harmon mit seinen Mitarbeitern der Northern Manufacturing Company die Firma. Bud Nelson, der wegen seiner Statur meistens „Big Bud“ genannt wurde, blieb noch ein halbes Jahr im  Unternehmen.
Der Betrieb wurde in „Big Bud Equipment“ umbenannt und fertigte pro Jahr 80 bis 100 Traktoren bis zu 525 PS (391 kW) (in den Jahren 1980 und 1981 auch Traktoren mit 650 PS (485 kW) Motorleistung), die auch nach Australien, auf die Philippinen und in den Iran verkauft wurden.
Der Hersteller kam 1980 in finanzielle Schwierigkeiten, weil vorbestellte (und bezahlte) Traktoren starke Getriebeprobleme aufwiesen und der Hersteller der Getriebe (Twin Disc aus Wisconsin) keine Abhilfe zu schaffen wusste. Big Bud Equipment wurde 1985 von der Traktorenfirma der Meissner-Brüder übernommen. Zum Ende des Jahrzehnts erlahmte die Traktorenproduktion infolge der landwirtschaftlichen Rezession und der wachsenden Konkurrenz der großen Serienhersteller, die mittlerweile ebenfalls große Schlepper, auch jenseits von 600 PS (447 kW), fertigten. Der letzte Big Bud, ein Modell der 450-hp-Serie, rollte 1992 aus der Produktionshalle.

## Big Bud 747, der weltgrößte Traktor
1977 bestellten die Rossi-Brüder, Baumwollfarmer aus dem kalifornischen Bakersfield, bei Big Bud Equipment einen besonders großen Schlepper. In nur sechs Monaten wurde mit dem Big Bud 16V-747 der größte Traktor der Welt gebaut. Zunächst wurde er mit einer Motorleistung von 760 PS (567 kW) ausgeliefert, erhielt aber in den weiteren Jahren seines Betriebes eine Leistungssteigerung auf 1100 PS (820 kW).
Seine Besitzer, die für den Traktor 300.000 US-Dollar zahlten (dies würde heute rund 1,6 Millionen US-Dollar entsprechen), nutzten ihn 11 Jahre, dann wurde er an die Willowbrook Farms in Indialantic (Florida) veräußert. Beide Farmen gebrauchten den schweren Schlepper zur Tiefenlockerung.
Nach einiger Zeit des Nichtgebrauchs kauften ihn 1997 Robert und Randy Williams aus dem Dorf Big Sandy (Montana). Auf der Williams-Brothers-Farm im Chouteau County wurde er eingesetzt, um einen 24 m breiten Grubber zu ziehen. Bei einer Geschwindigkeit von knapp 13 km/h konnte er pro Minute einen halben Hektar bearbeiten.
Die riesigen Reifen waren eine Spezialanfertigung der United Tire Company of Canada, die zur Jahrtausendwende in die Insolvenz geriet. Dies trug zu der im Juli 2009 getroffenen Entscheidung bei, den Traktor nicht weiter einzusetzen und ihn als Dauerleihgabe an ein Museum zu geben.
Zwischenzeitlich war er im Heartland Acres Agribition Center in Independence (Bundesstaat Iowa) zu besichtigen. Hierfür wurde eigens eine zusätzliche Halle errichtet. 2020 wurde der Big Bud 747 von der Titan Tire Corporation mit neuen Reifen ausgestattet, seitdem wird er wieder auf der Williams-Brothers-Farm eingesetzt.

## Technische Daten

### Basis
- Höhe: 4,3 m bis zum Kabinendach[1]
- Länge: 8,2 m Fahrzeugrahmen; 8,69 m bis an die Anhängekupplung
- Breite: 4,06 m bis zu den Kotflügelenden; 6,35 m inklusive der Doppelbereifung[1]
- Radstand: 4,95 m[1]
- Bereifung: 2,4 m im Durchmesser;[1] 1010 mm in der Breite;[3] (38 x 35 16 ply duals)
- Masse: 45359 kg (voll betankt mit 3785 Liter Dieselkraftstoff)[3]

### Tankkapazitäten
- Tankinhalt: 3785 Liter (Dieselkraftstoff)[3]
- Hydraulikflüssigkeit: 570 Liter[1][1]

### Motor
- Detroit Diesel 16V92T: V16, Zweitakt-Dieselmotor[3]
- Leistung: ursprünglich 760 PS (567 kW), später erweitert auf 860 PS (641 kW), danach auf 960 PS (716 kW)[3], heute sind es 1100 PS (820 kW)
- Hubraum: 24122 cm³[3]
- Motoraufladung: Zwei Turbolader und zwei mechanisch angetriebene Verdichter (Kompressoren)[3]
- Bordspannung: Anlasser 24 Volt[1][3]; die übrige Elektrik arbeitet mit 12 Volt[3]
- Lichtmaschine: 75 Ampere[1]

### Getriebe
- Hydrodynamischer Drehmomentwandler 8FLW-1801 mit Wandlerüberbrückungskupplung
- Vorwärtsgänge: 6[1][3]
- Rückwärtsgänge: 1[1]

### Lenkung
Knicklenkung, realisiert mit:
- Hydraulikpumpe (Orbitalpumpe, Zahnringpumpe) mit 1639 cm3 Durchfluss bei einer vollständigen Lenkradumdrehung
- wirken auf: doppelt wirkende Hydraulikzylinder (je zweifach) mit 11,43 cm Innendurchmesser

### Weitere Ausstattung
- Kabine: Klimaanlage; Standheizung; Scheibenwischer; Drehsitz und Beifahrersitz; Autoradio (Stereo)